# Mirka Francia
Mirka Francia Vasconcelos (14 de fevereiro de 1975) é uma ex-jogadora de voleibol de Cuba que competiu nos Jogos Olímpicos de 1996 e 2000.
Em 1996, ela fez parte da equipe cubana que conquistou a medalha de ouro no torneio olímpico. Quatro anos depois, ela jogou em seis confrontos e ganhou a segunda medalha de ouro com o conjunto cubano no campeonato olímpico de 2000.